# Stadion kraj Moravice
Das Stadion kraj Moravice (serbisch-kyrillisch Стадион крај Моравице; serbisch für Stadion neben der Moravica), auch als Gradski stadion Ivanjica (Градски стадион Ивањица; Stadtstadion Ivanjica) oder Stadion FK Javor (Стадион ФК Јавор) bekannt, ist ein Fußballstadion in Ivanjica.
Das ist die Anlage des serbischen Fußballvereins Javor Ivanjica. Das Stadion befindet sich nahe dem Fluss Golijska Moravica und wird voraussichtlich bald renoviert, um den Sicherheitsstandards für nationale Fußballveranstaltungen gerecht zu werden.